# Kekekumu
Kekekumu (ou Kekukumu) est une localité du Cameroun, située dans la commune de Benakuma (arrondissement de Menchum Valley), le département du Menchum et la Région du Nord-Ouest.

## Population
Lors du recensement de 2005, on a dénombré 703 habitants à Kekekumu.